# 圣罗贝图
圣罗贝图是巴西马拉尼昂州的一个市镇。总面积227.458平方公里，总人口4986人，人口密度21.9人/平方公里。